# Exploitation minière de placers
Pour les articles homonymes, voir placer.

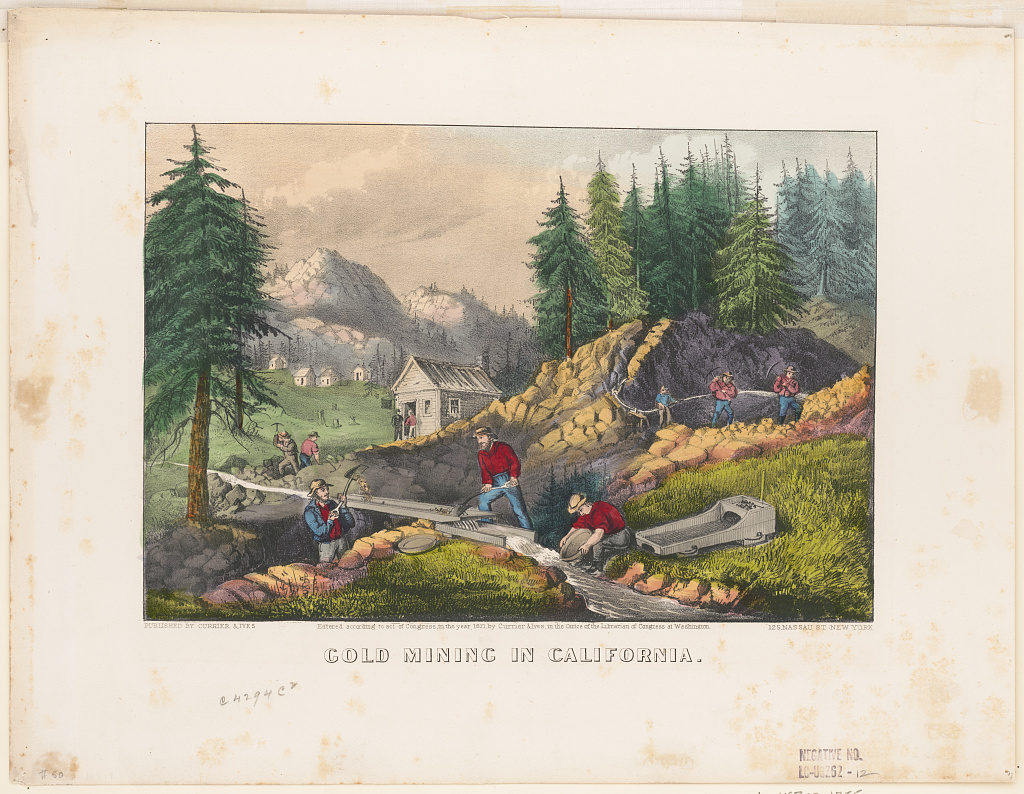
Récolte d'or dans les dépôt alluviaux en Californie au XIXe siècle

L'exploitation minière de placers est une méthode particulière d'exploitation minière lorsque le gisement de minerai de valeur (diamant, pépites d'or, cuivre, etc.) s'est accumulé dans des placers généralement alluviaux. Il s'agit d'un gisement détritique.

## Conséquences sur l'environnement
L'exploitation minière des placers est à l'origine du rejet dans les rivières de grandes quantités de sédiments détritiques (sables et argiles) non toxiques dans les cours d'eau. Cette pratique augmente fortement la turbidité des eaux du cours d'eau et des études sur les populations biologiques de ces environnements ont démontré un impact négatif important sur la biodiversité.